# Ішкелеу
Ішкелеу (рум. Ișcălău) — село у Фалештському районі Молдови. Адміністративний центр однойменної комуни, до складу якої також входять села Бургеля та Долту.

## Населення
За даними перепису населення 2004 року у селі проживали 1092 особи.
Національний склад населення села:
| Національність       | Кількість осіб | Відсоток   |
| -------------------- | -------------- | ---------- |
| молдавани румуни     | 555 3          | 50,8% 0,3% |
| українці             | 509            | 46,6%      |
| росіяни              | 22             | 2,0%       |
| болгари              | 2              | 0,2%       |
| інша / без відповіді | 1              | 0,1%       |
| Всього               | 1092           | 100%       |